# Erniettamorpha
Los ernietamorfos (Erniettamorpha o Erniettomorpha) son un grupo de frondomorfos fósiles que habitaron durante el período Ediacárico. Habitaron en el fondo marino erguidos y asidos con un anclaje bulboso. Los módulos individuales eran lisos y de forma cilíndrica, carentes de la fina ramificación fractal de los rangeomorfos. Pueden ser estructuras ramificadas, similares a frondas, o más simples en forma de tubo, saco, o a veces de cadena. No hay certeza de que fuesen animales, no tenían boca ni intestinos y se extinguieron terminando el periodo Ediacárico.
La simetría es bilateral, como una pluma con un eje y dos lados, o trilateral, con tres lados, como se ve en Swartpuntia.

## Galería

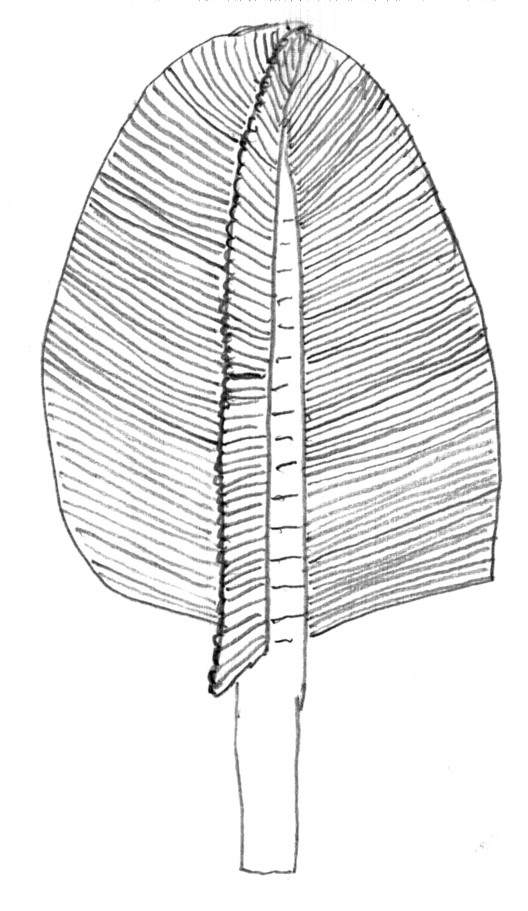
Swartpuntia
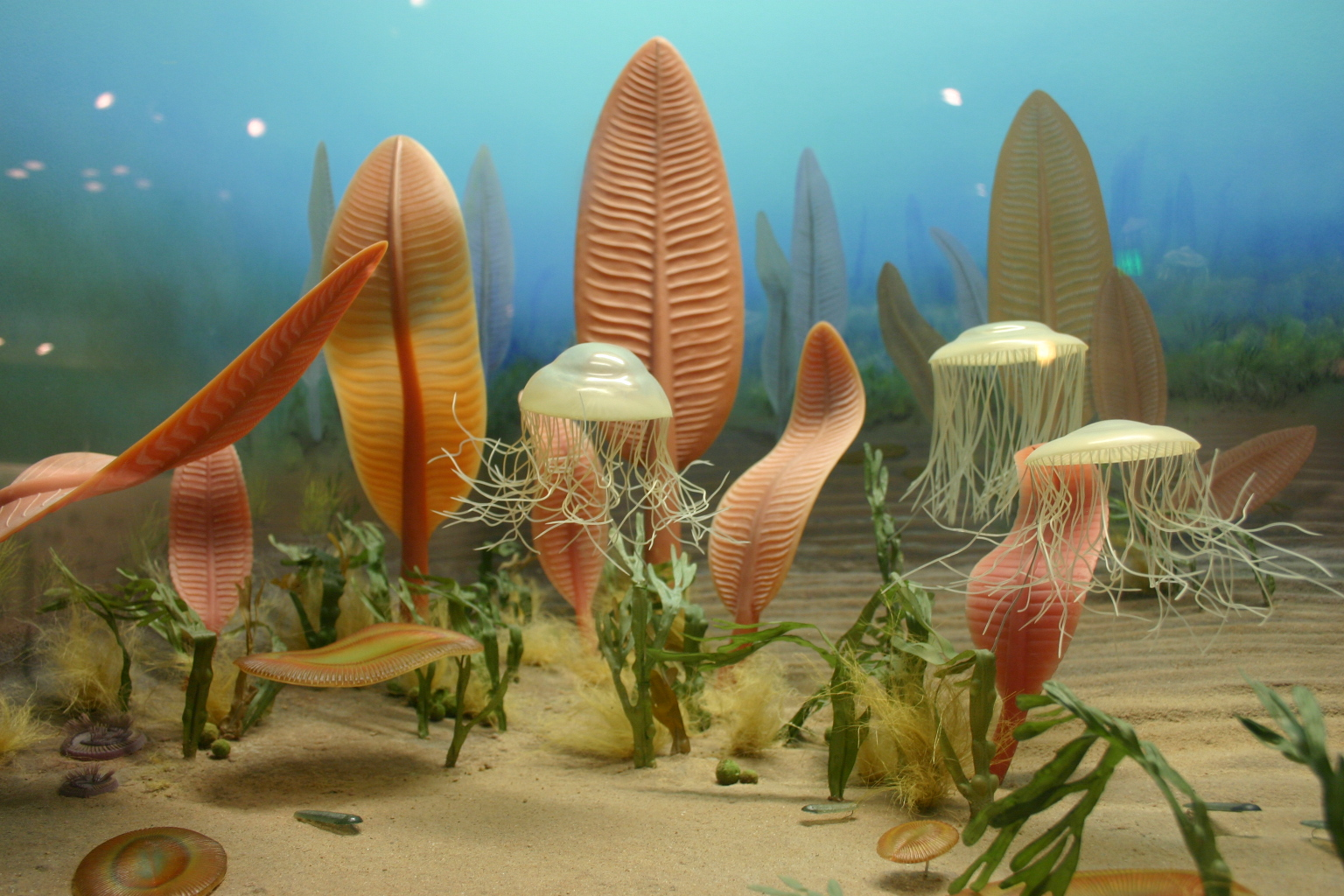
Recreación con ernietamorfos